# Мансура (Луизијана)
Мансура (енгл. Mansura) град је у америчкој савезној држави Луизијана.

## Демографија
По попису из 2010. године број становника је 1.419, што је 154 (-9,8%) становника мање него 2000. године.
| Група             | 2000.       | 2010.       |
| Белци             | 598 (38,0%) | 526 (37,1%) |
| Афроамериканци    | 948 (60,3%) | 805 (56,7%) |
| Азијати           | 2 (0,1%)    | 1 (0,1%)    |
| Хиспаноамериканци | 19 (1,2%)   | 19 (1,3%)   |
| Укупно            | 1.573       | 1.419       |